# Microregione di Alto Parnaíba Piauiense
Alto Parnaíba Piauiense è una microregione del Piauí in Brasile, appartenente alla mesoregione di Sudoeste Piauiense.
È una suddivisione creata puramente per fini statistici, pertanto non è un'entità politica o amministrativa.

## Comuni
È suddivisa in 4 comuni:
- Baixa Grande do Ribeiro
- Ribeiro Gonçalves
- Santa Filomena
- Uruçuí